# 3330 Gantrisch
A 3330 Gantrisch (ideiglenes jelöléssel 1985 RU1) a Naprendszer kisbolygóövében található aszteroida. T. Schildknecht fedezte fel 1985. szeptember 12-én.